# Inmarsat
Inmarsat är ett Londonbaserat företag som erbjuder kommunikation med t.ex. telefoner via satellit till i huvudsak fartyg.